# Rosa Cedrón
Rosa Cedrón (Monforte de Lemos, Lugo, 25 de octubre de 1972) es una cantante gallega e intérprete de violonchelo, conocida por ser la voz durante nueve años en el grupo Luar na Lubre, y colaborar en discos de músicos como Mike Oldfield.

## Trayectoria profesional
Su vocación ya desde niña fue el violonchelo, y perteneció a la Orquesta de Cámara Municipal de La Coruña. Más tarde fue profesora de música en Ferrol.
Fue además profesora de Sabela Ramil, concursante de Operación Triunfo 2018, quedando finalista en la cuarta posición. Cantó con ella "Negro Caravel" en la gala de Navidad del programa.
En el año 2019 recibe el Premio Rebulir de la Cultura Gallega en la categoría de música.
Es académica numeraria de la Real Academia Galega de Belas Artes desde el día 27 de abril de 2024 en la sección de Música de la institución.

## Luar na Lubre (1996-2005)
Comenzó a colaborar con Luar na Lubre, inicialmente como celista, pero acabó siendo también vocalista y con gran fortuna, hecho que observaría el conocido músico Mike Oldfield invitándola a participar en la grabación de Tubular Bells III, algo que incrementó la popularidad y el éxito de este grupo de música folk.
Con Luar na Lubre, Rosa desarrolló una amplia labor durante 9 años: actuó en los mejores escenarios, grabó varios discos y recogió premios de reconocimiento a su música. Mientras tanto, simultaneó su intensa carrera con otros proyectos: las grabaciones con el grupo de música flamenca La Barbería del Sur, la participación en las B.S.O. de Blanca Madison o Ilegal, pusieron a prueba su polivalencia.

## En solitario (2005)
En el año 2005 deja el grupo y a partir de ese momento se dedica a su carrera en solitario y publica su primer disco en solitario "Entre dous mares" en 2007.
En el 2010 saca un disco junto a Cristina Pato, encargándose ella de la voz y Cristina del piano.
En el 2013 graba el disco Cantando a Galicia con Paco Lodeiro y Sito Sedes, proyecto que, además, incluye una gira de conciertos.
En 2016 publica Nada que perder, su segundo álbum en solitario.
En el año 2020 tiene previsto lanzar su nuevo disco Nómade. El trabajo cuenta con la producción de Sergio Moure, y la participación de los músicos Xavier Cedrón y el pianista Miguel Artus. Fue grabado en el estudio Casa de Tolos.

## Discografía
Con Luar na Lubre:
- 1997: Plenilunio
- 1999: Cabo do Mundo
- 2001: XV Aniversario
- 2002: Espiral
- 2004: Hai un Paraiso

En solitario:
- 2007: Entre dous mares
- 2016: Nada que perder
- 2020: Nómade

En conjunto:
- 2010: Soas: muller con Cristina Pato
- 2013: Cantando a Galicia con Paco Lodeiro y Sito Sedes

Colaboraciones:
- 1998: Tubular Bells III de Mike Oldfield
- 2011: Mira hacia el cielo (colaboración con Enrique Ramil)